# Morpho forsteri
Morpho forsteri är en fjärilsart som beskrevs av Weber 1963. Morpho forsteri ingår i släktet Morpho och familjen praktfjärilar. Inga underarter finns listade i Catalogue of Life.